# Boskapspenningar
Boskapspenningar var en historisk svensk skatt, med ursprung redan 1539 men som från 1620 utgick med vissa mindre belopp för olika boskapsdjur och för tunnland utsäde på varje hemman i Sverige. Redan 1642 blev boskapspenningarna en stående fastighetsskatt, två daler per mantal, och uppgick i mantalsräntan. Med övriga grundskatter avskrevs boskapspenningarna enligt beslut av riksdagarna 1885 och 1892.